# Hát yodel
Hát yodel là lối hát lặp đi lặp lại và thay đổi nhanh chóng độ cao thấp của âm giọng, chuyển qua lại giữa âm cao (gọi là âm đầu hay falsetto) và âm thấp (gọi là âm ngực). Ở châu Âu lối hát này tập trung chủ yếu ở vùng Alp. Châu Phi có các tộc người Pygmy, Shona, Mbuti. Lối hát này cũng phổ biến ở trung và nam châu Á. Hát yodel đã theo chân người Âu nhập cư vào nước Mỹ và trở thành lối hát truyền thống.

## Yodel ở vùng núi Alpes và trên thế giới
Yodeling, hay yodel là một thuật ngữ có thể hiểu như là một cách hát chuyển từ giọng trầm sang giọng cao, luyến láy một cách liên tục, tạo nên những âm thanh trầm bổng bất ngờ chỉ trong một thời gian rất ngắn. Yodeling từ lâu đã là một kĩ thuật khó, mà chỉ những ai có tài năng bẩm sinh và miệt mài luyện tập mới thành công.
Những người dân sinh sống ở dãy núi Alps – Thụy Sỹ đã sử dụng yodeling như một cách giao tiếp phổ biến khi gọi đàn gia súc của họ hay khi gọi nhau từ làng này sang làng khác bởi âm thanh vang vọng đi rất xa của nó.
Trong âm nhạc cổ điển Ba Tư, các ca sĩ thường xuyên sử dụng Tahrir – là một dạng yodeling. Tahrir còn sử dụng phổ biến trong truyền thống âm nhạc Azerbaijan, Bulgaria, Macedonia, Thổ Nhĩ Kỳ, Afghanistan và Trung Á. Đôi khi trong âm nhạc Pakistan và một số truyền thống âm nhạc Ấn Độ cũng sử dụng Tahrir.
Các ca sĩ người lùn ở Trung Phi sử dụng yodeling trong những đoạn hát phức tạp của họ. Còn những người Shona ở Zimbabwe đôi khi dùng yodeling trong khi chơi mbira – một nhạc cụ châu Phi.
Người Mbuti ở Congo còn kết hợp giữa yodeling và tiếng huýt sáo đặc biệt vào bài hát của họ. Với cách sống săn bắn và hái lượm, họ hát những bài hát về săn bắn và thu hoạch kèm theo yodelling để gọi nhau. Năm 1952, nhà nghiên cứu âm nhạc dân tộc Hugh Tracey đã thu âm bài hát của họ và phát hành trên đĩa compact.
Ở âm nhạc đương đại, yodeling là một kĩ thuật đặc biệt, thường hay thấy trong các ca khúc thuộc về dòng nhạc country hay blue. Một số diva hàng đầu thế giới như Mariah Carey, Beyonce Knowles, Sarah McLachlan... đang sử dụng lối hát yodeling để đạt đến những nốt cao nhất trong thanh nhạc.

## Kỹ thuật hát Yodel
Kỹ thuật này nếu bạn tập được sẽ có rất nhiều cái lợi.
Cái lợi thứ nhất đó chính là sẽ giúp bạn có một giọng hát linh hoạt hơn và đầy màu sắc hơn. Hãy tưởng tượng, giả sử bạn đang feeling một bài hát thuộc thể loại Pop, Soul, R&B hoặc Jazz, hay một thể loại nào đó, nếu bạn có thể kiểm soát tốt cả về giọng ngực (Chest voice) và giọng giả (Head voice, Falsetto) thì chắc chắc bài hát của bạn sẽ "vi diệu" hơn rất nhiều, bởi vì lúc này quãng feel của bạn sẽ rất rộng, và nếu kỹ thuật bạn vững thì bạn có thể feel bất cứ note nào bạn muốn.
Cái lợi thứ 2, đây là tiền đề để bạn có thể "vượt qua" được điểm passagio (điểm gãy) giữa giọng ngực và giọng giả và tiến tới Mix voice. Như chúng ta đã biết, để đi từ giọng ngực đến giọng giả thì bạn phải đi qua một điểm chuyển, và mục tiêu của những người tập giọng pha (Mix voice) là làm sao cho điểm chuyển này phải thật nhẹ và mềm để người nghe sẽ không phát hiện được điểm gãy đó và giúp cho người ca sỹ có thể "đánh lừa" được người nghe khi họ lên cao, làm cho người nghe cứ ngỡ đây là giọng thật. Để làm được điều này thì đòi hỏi thanh đới (Vocal Folds) của bạn phải cực kỳ linh hoạt, bởi vì khi bạn hát những note thấp ở quãng ngực thì hình dạng thanh đới (ngắn, hẹp) sẽ rất khác so với khi bạn hát các note ở quãng giả thanh (dài, rộng). Do đó, nếu bạn tập được Yodel thì sẽ giúp thanh đới của bạn quen dần với việc "bật tắt" ở các âm khu khác nhau đó và từ từ làm cho bạn quen dần và mềm mại hơn đặc biệt khi qua điểm gãy (Passagio).

## Nghệ sỹ hát Yodel nổi tiếng
Franzl Lang – được mọi người ưu ái gọi là Yodel King,
Takeo Ischi 1 ca sỹ người Nhật, nổi tiếng vì lối hát Yodel.
Meladin Oesch – một ca sĩ trẻ tuổi tài năng của Thụy Sĩ,
Cô bé Taylor Ware – American got talent, Jewel, Jodel..
Cô bé Sofia Shkidchenko - Ukraina got talent. Great Yodeler